# Јелена Маренић
Јелена Маренић (27. новембар 1991) је српска фудбалерка. Игра за женски фудбалски клуб Спартак из Суботице и такмичи се у Супер лиги Србије за жене.

## Каријера
Дебитантски наступ у УЕФА Лиги шампиона за жене имала је 2011. године против екипе КИ Клаксвик са Фарских острва. У најелитнијем клупском такмичењу Европе до сада је одиграла 9 утакмица на којима је постигла шест голова.

## Награде и признања
Власница је 5 титула државног првака, има 4 титуле победника Купа и 5 учешћа у УЕФА Лиги шампиона за жене (2011/12, 2012/13, 2013/14, 2014/15, 2015/16).